# Bulbophyllum cylindrobulbum
Bulbophyllum cylindrobulbum är en orkidéart som beskrevs av Rudolf Schlechter. Bulbophyllum cylindrobulbum ingår i släktet Bulbophyllum och familjen orkidéer. Inga underarter finns listade i Catalogue of Life.